# Adipocitokini
Masno tkivo je smatrano samo pasivnim energetskim spremištem organizma, ali je u posljednjem desetljeću 20. stoljeća otkrivena njegova endokrina aktivnost.
Masno tkivo izlučuje više od 50 peptidnih posrednika, adipocitokina.
Među mnoštvom proizvoda masnog tkiva mogu se izdvojiti leptin i adiponektin koje luče isključivo adipociti. Adipociti proizvode i cijeli niz citokina čije lučenje nije samo njihova specifičnost poput interleukina-6 (IL-6) ili monocitnog kemoprivlačnog čimbenika-1 (engl. monocyte chemoattractant protein 1 - MCP-1). S druge strane, makrofazi luče čimbenik nekroze tumora α (engl. tumor necrosis factor α -TNFα), MCP-1, mnoge druge citokine i kemokine, a također su izvor rezistina.
Osim najbrojnijih adipocita, u masnom tkivu metabolički su aktivne i ostale stanice koje čine tzv. stromovaskularni odjeljak: makrofazi, preadipociti, endotelne stanice, glatke mišićne stanice, fibroblasti i ostali leukociti.
Dosadašnja istraživanja upućuju da adipocitokini imaju važno hormonsko djelovanje, s utjecajem prije svega na homeostazu energije i regulaciju neuroendokrinih funkcija, a kao citokini sudjeluju u imunološkim procesima.
Posebice se ističe činjenica da se u debljini ravnoteža sekrecijske funkcije masnog tkiva pomiče u proupalnom smjeru te na taj način doprinosi stanju kronične upale te razvoju metaboličkih komplikacija debljine kao što su šećerna bolest i ubrzana aterogeneza.
Masno tkivo uključeno je u krug endokrinih organa, a u debelih se osoba masno tkivo može promatrati čak i kao najveći organ u tijelu.
|  | Molimo pročitajte upozorenje o korištenju medicinskih informacija. Ne provodite liječenje bez savjetovanja s liječnikom! |